# Liste afrikanischer Sprachen

Karte der wichtigsten ethnolinguistischen Gruppen Afrikas (Jahr 1996), erstellt von Library of Congress Geography and Map Division (im Wesentlichen basierend auf G.P. Murdock, Africa, its peoples and their cultural history, 1959).

Die Liste afrikanischer Sprachen ist eine unvollständige Liste der Sprachen Afrikas und deren Klassifizierung.
Es gibt insgesamt mehr als 2000 rezente afrikanische Sprachen, darunter 1400 Niger-Kongo-Sprachen, wovon mehr als 500 alleine Bantusprachen sind.
Mit mehr als 500 Sprachen werden in Nigeria die meisten afrikanischen Sprachen gesprochen.
Die afrikanischen Sprachen werden wie folgt in vier Sprachfamilien eingeteilt.

## Afroasiatische Sprachen
(früher auch: Hamitosemitische Sprachen)

### Allgemeines
Die afroasiatische Sprachfamilie umfasst über 200 Sprachen und 250 Millionen Sprecher.
Die bedeutendsten Afroasiatischen Sprachen Afrikas sind Arabisch, Hausa, Oromo, Amharisch, Tigrinya und Somali.

### Untergruppen
Man unterscheidet folgende Zweige:
- Ägyptische Sprache
  - Koptische Sprache
- Berbersprachen
  - Östliche Gruppe
    - Audschila
    - Sokna
    - Siwi
    - Elfoqaha (ausgestorben)

  - Nördliche Gruppe
    - Atlas-Berberisch
      - Judäo-Berberisch
      - Taschelhit
      - Zentralatlas-Tamazight

    - Zenati (14 Sprachen)
      - Ghadamsi
      - Nafusi
      - Ghomara
      - Mzab-Wargla
      - Tarifit

    - Kabylisch (Sprache)

  - Tuareg (Sprache)
  - Zenaga (Sprache)
- Kuschitische Sprachen
  - Bedscha (Sprache)
  - Zentralkuschitisch
    - Awngi
    - Blin
    - Xamtanga
    - Kemant

  - Ostkuschitisch
    - Hochlandostkuschitisch (7 Sprachen)
      - Sidama

    - Tieflandostkuschitisch (10 Sprachen)
      - Afar
      - Oromo
      - Somali

    - Dullay-Sprachen
      - Tsamay
      - Bussa
      - Gawwada

    - Yaaku (Sprache)

  - Südkuschitisch
    - Dahalo (Sprache)
    - Mbugu (Sprache)
    - Rift-Sprachen (6 Sprachen)
- Omotische Sprachen (lange zu den kuschitischen Sprachen gezählt)
  - Nordomotisch
    - Gonga-Gimojan (15 Sprachen)
    - Dizoid (3 Sprachen)
    - Mao (4 Sprachen)

  - Südomotisch
    - Hamer-Banna
    - Aari
    - Dime
- Semitische Sprachen
  - Ostsemitisch (ausgestorben)
  - Westsemitisch
    - Zentralsemitisch
      - Nordwestsemitisch
        - Aramäische Sprache
        - Kanaanäische Sprachen
          - Hebräische Sprache

      - Arabische Sprache

    - Neusüdarabisch (6 Sprachen)
    - Äthiosemitisch
      - Nord-Äthiosemitisch
        - Tigrinya
        - Tigre
        - Dahalik

      - Süd-Äthiosemitisch (12 Sprachen)
        - Amharisch
- Tschadische Sprachen
  - Westtschadisch (7 Sprachen)
    - Hausa

  - Zentraltschadisch (16 Sprachen)
    - Gidar

  - Osttschadisch (29 Sprachen)

## Niger-Kongo-Sprachen

### Allgemeines
Die Niger-Kongo-Sprachen umfassen 1.400 Sprachen die von etwa 400 Millionen Menschen gesprochen werden, darunter alleine gut 500 Bantusprachen mit 240 Millionen Sprechern.
Zu den bedeutendsten Niger-Kongo-Sprachen gehören unter anderem Fulfulde, Wolof, Yoruba, Igbo, Manding und Akan sowie die Bantusprachen Swahili, Zulu, Lingala, Chichewa, Shona und Rwanda-Rundi.

### Untergruppen
Man unterscheidet folgende Zweige:
- Niger-Kongo-Sprachen
  - Atlantische Sprachen
    - Nord-Atlantisch (33 Sprachen)
      - Fulfulde
      - Serer
      - Wolof

    - Süd-Atlantisch (16 Sprachen)
      - Temne

  - Volta-Kongo-Sprachen
    - Benue-Kongo-Sprachen
      - West-Benue-Kongo
        - Yoruboide Sprachen (15 Sprachen)
          - Yoruba

        - Igboide Sprachen (7 Sprachen)
          - Igbo

        - Akoko (Sprache)
        - Akpes (Sprache)
        - Ayere-Ahan
          - Ayere
          - Ahan

        - Edoid (25 Sprachen)
        - Nupoid (10 Sprachen)
        - Idomoid (10 Sprachen)
        - Oko (Sprache)
        - Ukaan (Sprache)

      - Ost-Benue-Kongo
        - Platoide Sprachen
          - Kainji (55 Sprachen)
          - Plateau-Sprachen (40 Sprachen)
          - Tarokoid (4 Sprachen)
          - Jukunoid (20 Sprachen)

        - Bantoid-Cross
          - Cross-River-Sprachen
            - Bendi (10 Sprachen)
            - Delta-Cross (60 Sprachen)

          - Bantoide Sprachen
            - Nord-Bantoid
              - Dakoid (3 Sprachen)
              - Mambiloid (12 Sprachen)
              - Tikaroid (3 Sprachen)
              - Fam (Sprache)

            - Süd-Bantoid
              - Jarawoid (15 Sprachen)
              - Tivoid (20 Sprachen)
                - Tiv

              - Beboid (14 Sprachen)
              - Mbe (Sprache)
              - Ekoid (8 Sprachen)
              - Nyang
                - Nyang
                - Denya
                - Kendem

              - Mbam (15 Sprachen)
              - Grasland-Sprachen (70 Sprachen)
              - Bantusprachen (gut 500 Sprachen)
                - Nordwest-Bantu
                  - Zone A (53 Sprachen)
                    - Beti

                  - Zone B (40 Sprachen)
                    - Teke

                  - Zone C (69 Sprachen)
                    - Lingala

                - Zentral-Süd-Bantu
                  - Zone D (36 Sprachen)
                    - Budu

                  - Zone E (36 Sprachen)
                    - Kikuyu

                  - Zone F (16 Sprachen)
                    - Sukuma

                  - Zone G (32 Sprachen)
                    - Swahili

                  - Zone H (22 Sprachen)
                    - Kituba

                  - Zone J (45 Sprachen)
                    - Kinyarwanda

                  - Zone K (27 Sprachen)
                    - Chilunda

                  - Zone L (14 Sprachen)
                    - Chiluba

                  - Zone M (19 Sprachen)
                    - Bemba

                  - Zone N (13 Sprachen)
                    - Chichewa

                  - Zone P (23 Sprachen)
                    - Makua

                  - Zone R (12 Sprachen)
                    - Umbundu

                  - Zone S (26 Sprachen)
                    - Nguni
                      - Zulu

                    - Shona

    - Gur-Sprachen (75 Sprachen)
      - Oti-Volta
        - Moore
        - Dagaari

      - Gurunsi
        - Tem

    - Kru-Sprachen (30 Sprachen)
      - Bassa

    - Kwa-Sprachen (75 Sprachen)
      - Potou-Tano
        - Akan (Dialektkontinuum)
          - Twi
          - Baule
          - Anyin

        - Fante (Sprache)
        - Guang
          - Gonya

      - Gbe
        - Ewe
        - Fon

      - Ga (Sprache)

    - Adamawa-Ubangi-Sprachen
      - Adamaua (89 Sprachen)
        - Mumuye

      - Ubangi (89 Sprachen)
        - Ngbaka
        - Sango
        - Zande

  - Mande-Sprachen (60 Sprachen)
    - Manding (Dialektkontinuum)
      - Bambara
      - Dioula
      - Maninka

    - Mende

  - Kordofanische Sprachen (25 Sprachen)
    - Heiban

  - Dogon (Sprache)

## Khoisan-Sprachen

### Allgemeines
Die Khoisan-Sprachen werden im südlichen Afrika gesprochen. 
Es gibt insgesamt nur etwa 355.000 Sprecher. Khoekhoegowab ist hierbei mit 300.000 Sprechern bei weitem am bedeutendsten.

### Untergruppen

#### Hadza
- Hadza (isoliert, 800 Sprecher in Tansania)

#### Sandawe
- Sandawe (isoliert, 40.000 Sprecher in Tansania)

#### Nord-Khoisan-Sprachen
- !Kung (Synonyme: ǃXũũ, ǃXun, Ju; 45.000 Sprecher)[Khi 1]
  - Sekele
  - Ekoka-!Kung
  - Zentral-!Kung
  - Juǀ’hoan
- ǂʼAmkoe (aussterbend)
  - ǂHoan
  - Nǃaqriaxe
  - Sasi

#### Süd-Khoisan-Sprachen
- ǃKwi (ausgestorben)
  - Nǁng
  - ǀXam
  - ǁXegwi

- Hua
  - ǃXóõ (2550 Sprecher)
  - ǂHua (ausgestorben)

#### Zentral-Khoisan-Sprachen
- Kwadi (ausgestorben)

- Khoe
  - Khoekhoe
    - Khoekhoegowab (300.000 Sprecher)
    - Eini (ausgestorben)
    - Süd-Khoekhoe
      - Koranna (ausgestorben)
      - Xiri (aussterbend)

  - Tshu-Khwe (oder Kalahari), verloren teilweise ihre Schnalzlaute
    - Ost-Tshu-Khwe (Ost-Kalahari)
      - Shua (6.000 Sprecher)
      - Tsoa (9.300 Sprecher)

    - West-Tshu-Khwe (West-Kalahari)
      - Kxoe (11.000 Sprecher)
      - Naro (14.000 Sprecher)
      - Gǀui-Gǁana (4.500 Sprecher)

## Nilo-Saharanische Sprachen

### Allgemeines
Die Nilo-Saharanischen Sprachen sind genetisch sehr unterschiedlich.
Die bedeutendsten Sprachen sind Luo und Kanuri mit jeweils gut 4 Millionen Sprechern.

### Untergruppen
- Berta (Sprache)
- Fur (Sprache)
- Koma-Sprachen (6 Sprachen)
- Kadu-Sprachen (6 Sprachen)
- Kuliak-Sprachen (3 Sprachen)
- Kunama (Sprache)
- Maba (Sprache)
- Shabo (Sprache)
- Ostsudanische Sprachen
  - Nilotische Sprachen
    - Westnilotisch
      - Burun (Sprache)
      - Nuer-Dinka
        - Nuer
        - Dinka

      - Luo-Sprachen (15 Sprachen)
        - Luo

    - Ostnilotisch
      - Bari (Sprache)
      - Lotuxo-Maa (8 Sprachen)
        - Maa

      - Teso-Turkana (5 Sprachen)
        - Turkana

    - Südnilotisch
      - Kalendjin-Sprachen
      - Omotik
      - Datooga (Sprache)

  - Nubische Sprache
  - Nera (Sprache)
  - Nyima (Sprache)
  - Tama-Sprachen (3 Sprachen)
  - Surmische Sprachen (11 Sprachen)
    - Mursi

  - Ingassana (Sprache)
  - Temein-Sprachen (2 Sprachen)
  - Daju-Sprachen (8 Sprachen)
- Saharanische Sprachen
  - Östliche Gruppe
    - Zaghawa
    - Berti

  - Westliche Gruppe
    - Kanuri
      - Kanembu (Dialekt)

    - Tubu
      - Dazaga
      - Tedaga
- Songhai-Djerma
  - West-Songhai
    - Koyra Chiini

  - Zentral-Songhai
    - Humburi Senni

  - Ost-Songhai
    - Koyra Senni
    - Zarma
    - Dendi

  - Nördliches Songhai
    - Tadaksahak
    - Tihishit
    - Tasawaq
    - Korandje
- Zentralsudanische Sprachen
  - West-Gruppe (43 Sprachen)
  - Ost-Gruppe (22 Sprachen)

## Ausnahmen
- Indogermanische Sprachen
  - Afrikaans, Westgermanische Sprache, wird in Südafrika und Namibia gesprochen
- Austronesische Sprachen
  - Malagasy, Malayo-Polynesische Sprache, wird auf Madagaskar gesprochen